# Hippodrome du Martinet
L'hippodrome du Martinet se situe à Agon-Coutainville dans la Manche.
L'hippodrome, de 2e catégorie régionale, est doté d'une piste en herbe de 1 250 mètres corde à gauche, exclusivement réservée aux trotteurs.
Sa ligne droite d'arrivée est de 300 mètres. À la suite de la fermeture de l'hippodrome de Saint-Lô en 1989, la société est venue fusionner avec l'hippodrome d'Agon-Coutainville.
L'hippodrome offre sept réunions annuelles de juillet à août et accueille le Trophée vert une fois tous les deux ans début juillet.